# 賀茂郡 (播磨國)
賀茂郡是過去位於日本播磨國的郡，後被分割為加東郡和加西郡兩郡。
過去賀茂郡的範圍幫括現在的小野市、加東市、加西市全部地區和西脇市的西部部分地區、多可町的南部部分地區。